# Podsavezna nogometna liga Čakovec 1959./60.
Podsavezna nogometna liga Čakovec za sezonu 1959./60. je predstavljala ligu četvrtog stupnja nogometnog prvenstva Jugoslavije. 
 Sudjelovalo je 8 klubova, a prvak je bio "Sloga" iz Čakovca. 
Nogometni podsavez Čakovec (današnji Međimurski nogometni savez) osnovan je 30. svibnja 1959. kako bi se opteretio Nogometni podsavez Varaždin među čijim su članovima bili klubovi današnje Koprivničko-križevačke, Krapinsko-zagorske, Međimurske i Varaždinske županije. Osnivači Nogometnog podsaveza Čakovec bili su: Borac Nedelišće, BSK Belica, Drava Donji Mihaljevec, Dubravčan Donja Dubrava, Graničar Kotoriba, Jedinstvo Čakovec, Jedinstvo Donji Vidovec, Mladost Prelog, Mladost Marija na Muri, Omladinac Mačkovec, Omladinac Novo Selo Rok, Polet Pribislavec, Radnički Gardinovec, Rudar Mursko Središće, Sloga Čakovec, Trnava Goričan.

## Ljestvica
| mj. | klub                    | ut. | pob. | ner. | por. | gol+ | gol- | bod |
| --- | ----------------------- | --- | ---- | ---- | ---- | ---- | ---- | --- |
| 1.  | Sloga Čakovec           | 14  | 12   | 1    | 1    | 68   | 14   | 25  |
| 2.  | Rudar Mursko Središće   | 14  | 8    | 2    | 4    | 41   | 28   | 18  |
| 3.  | Omladinac               | 14  | 8    | 2    | 4    | 42   | 34   | 18  |
| 4.  | Polet Pribislavec       | 14  | 5    | 5    | 4    | 29   | 39   | 15  |
| 5.  | Graničar Kotoriba       | 14  | 6    | 2    | 6    | 41   | 42   | 14  |
| 6.  | Dubravčan Donja Dubrava | 14  | 5    | 2    | 7    | 21   | 28   | 12  |
| 7.  | Mladost Marija na Muri  | 14  | 3    | 2    | 9    | 33   | 43   | 8   |
| 8.  | Jedinstvo Donji Vidovec | 14  | 0    | 2    | 12   | 17   | 64   | 2   |